# SNVI M 230
 (juin 2018).
Le SNVI M 230 est un camion et un tracteur de semi-remorque lourd fabriqué par le constructeur algérien SNVI en version militaire. Il est motorisé par un 6 cylindres de 230 chevaux.

## Versions
Les différentes versions du SNVI M 230 : 
- SNVI M 230 transport de troupes (PMTT)
- SNVI M 230 douches
- SNVI M 230 porte missiles
- SNVI M 230 TZM
- SNVI M 230 citerne hydrocarbure
- SNVI M 230 ravitailleur CFA
- SNVI M 230 6x6 citerne eau potable